# الشمائل المحمدية (كتاب)
الشمائل المحمدية هو أحد كتب السيرة، من تأليف الإمام أبو عيسى محمد الترمذي (209 هـ - 279 هـ) صاحب كتاب سنن الترمذي، ذكر الترمذي في هذا الكتاب صفات النبي الخلقية والخُلقية صحيحة موثقة، وبين الشمائل والأخلاق والآداب التي تحلى بها للتأسي به سلوكاً وعملاً واهتداءً، وقد بذل فيه الترمذي جهدا كبيرا يدل على كثرة حفظه واتساع روايته، فقسمه إلى 56 بابا، وجمع فيه 397 حديثا.

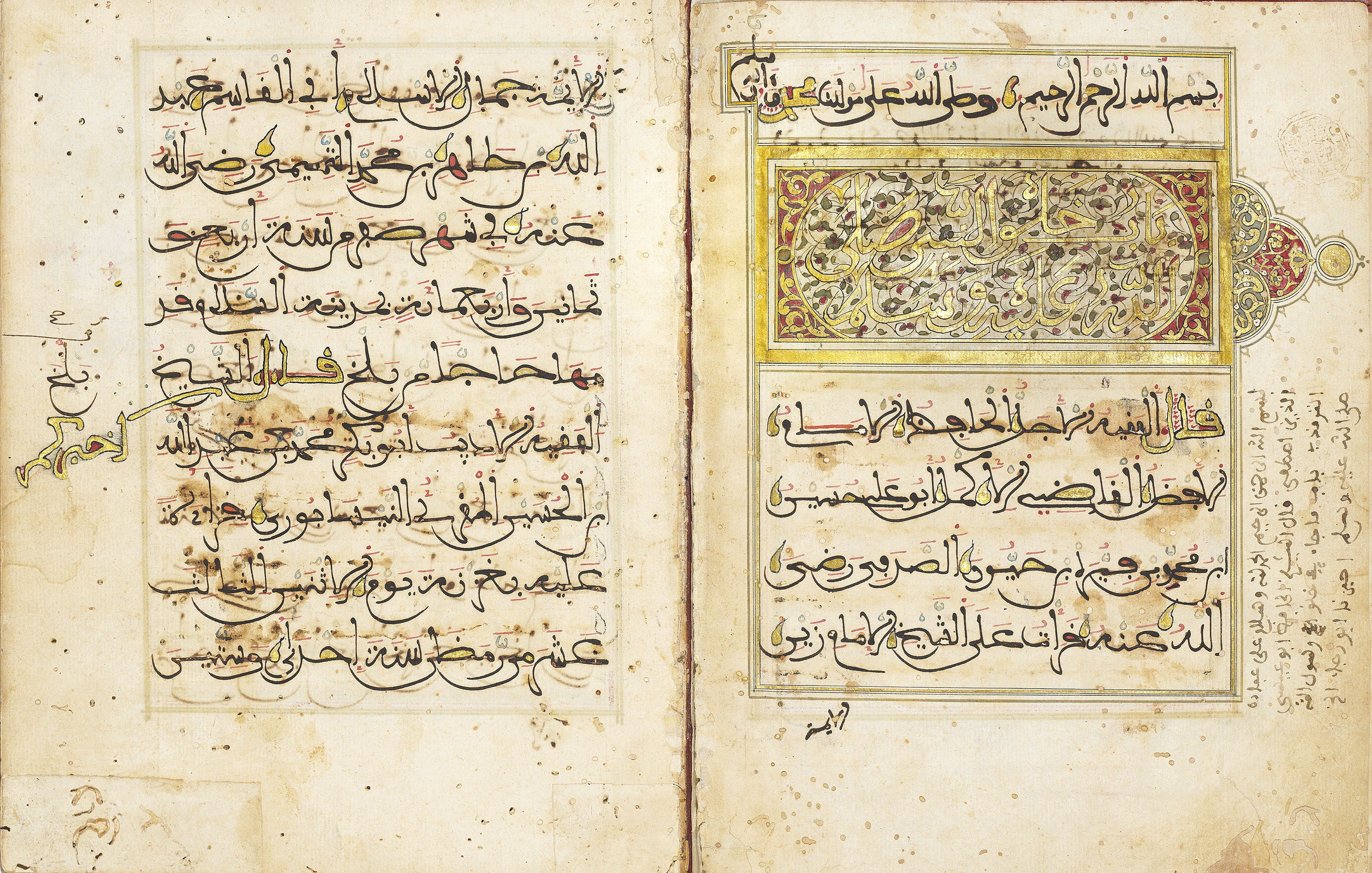
مخطوطة مزخرفة من أوائل القرن الثامن عشر للشمائل المحمدية منسوخة بالخط المغربي بفاس.

## تقسيم الكتاب
يعد الكتاب مصدرًا مهمًّا من المصادر الكثيرة التي حفظت شمائل النبي محمد، وقد قسَّم المصنف الكتاب إلى (56) بابًا، وجعل لكل باب عنوانًا يتضمن إشارة مختصرة إلى ما تشتمل عليه أحاديث الباب، وقد عقَّب على بعض النصوص التي أوردها بالشرح والبيان والإيضاح تارة، وبالكلام على الأسانيد تارة أخرى، تصحيحًا وتضعيفًا وترجيحًا لوجه على وجه، أو بيانًا لاسم راوٍ ورد في السند مبهمًا ونحو ذلك، وتارة ثالثة يجمع بين الشرح والكلام على الأسانيد، وقد اشتمل الكتاب على (415) نصًّا مسندًا، وهي تتنوع بين أحاديث مرفوعة قولية وفعلية، وآثار موقوفة على الصحابة والتابعين.

## طبعات أخرى
طبع الكتاب عدة طبعات بغير اسم الشمائل المحمدية الذي طبع به ووصف بها أشهر طبعاته، أهمها ما يلي:
- طبع باسم شمائل النبي: بتحقيق عزت عبيد الدعاس، سنة 1968 م.
- طبع شمائل النبي: بتحقيق ماهر ياسين فحل، وإشراف د. بشار عواد معروف، وصدر عن دار الغرب الإسلامي، سنة 2000 م.
- طبع باسم أوصاف النبي: بتحقيق سميح عباس، وصدر عن دار الجيل - بيروت، سنة 1985 م.

## شروح الكتاب
- أشرف الوسائل إلى فهم الشمائل، لابن حجر الهيتمي (ت 974هـ).
- الوصائل في شرح الشمائل مستقل حوالي 600 صفحة في مجلدين، لثناء الله المدني.

## وصلات خارجية
- رابط لقراءة كتاب الشمائل المحمدية للترمذي
- رابط لتحميل كتاب الشمائل المحمدية للترمذي